# Rozalija Sršen
Rozalija Sršen, z umetniškim imenom Zalla Zarana, slovenska filmska igralka, * 16. julij 1897, Žužemberk, † 12. julij 1967, Hollywood.

## Življenjepis
Rozalija se je rodila očetu Matiji, ki je bil sodni pisar v avstrijski državni upravi in materi Rozaliji, roj. Zoran, je bila doma iz Sadinje vasi. Družina se je kmalu po njenem rojstvu preselila v Vipavo, nato v Ljubljano in nazadnje v Kranj. Rozalija je nato pri 17 letih odšla v ZDA, kjer je postala filmska igralka. V Hollywoodu je nato leta 1921 dobila svojo prvo pomembnejšo vlogo v filmu Kolo sreče. Kasneje je dobila še vloge v filmih Vesela vdova, Padla angela, Kakšna je cena ljubezni, Tatica src, Krila (nagrajen z oskarjem) in nekaj drugih, manj uspešnih filmih. Skupaj je nastopila v 20 nemih filmih, igrala pa tudi v gledališču in napisala več krajših iger. Iz filmskega sveta se je umaknila ob začetkih zvočnega filma. Večinoma je nastopala v stranskih vlogah, kjer je največkrat igrala eksotično in usodno žensko]].
. V svoji karieri se je uspela prebiti med precej zaželene igralke, ki se jim je ponudila priložnost nastopiti z nekaterimi največjimi zvezdami nemega filma, kot so bili Lon Chaney, Lewis Stone in Laura La Plante.